# 高野山高等学校
高野山高等学校（こうやさんこうとうがっこう）は、和歌山県伊都郡高野町にある学校法人高野山学園設置の私立の高等学校。全国私立寮制学校協議会参加加盟校。

## 概要
高野山真言宗の元で、古義大学林（現・高野山大学）と共に1886年（明治19年）に設立された高校。開学当時は高野山真言宗の設置であったが、学校法人高野山学園が設立された後に高野山学園に所属した。仏教色の強い学校であり、高野山真言宗の教えに基づいた全人教育が行われている。
- 理想的な環境：高い精神文化・仏教・芸術の粋である世界遺産高野山にあり、名刹古刹と共に美しく厳しい自然に守られた地にある。

- 質の高い心の教育：校長先生は高僧の先生であり、宗教科があるため僧侶の先生方も多く、穏やかで慈愛深い校風である。

- 個性を伸ばす教育：少人数であるものの、生徒一人一人の個性を最大限伸ばそうとクラスが多数設定されている。「宗教科」と「普通科」があり、普通科には更に「特別進学」コース・「自己探求」コース・「スポーツ」コース・「吹奏楽」コースの全4コースがある。

　　上記の他に、通学が年数日のみで済む、広域「通信制」課程マイウェイコースもある。

## 沿革
- 1886年5月1日 古義真言宗尋常中学林として興山寺 (廃寺)跡（現金剛峯寺別・奥殿）に古義大学林に併置して創立。三ヵ年課程を以て初歩の自他宗学を教授する。
- 1895年 学科及び学年の編制を改め、自他宗学の外に普通学科を加える。
- 1908年 私立古義真言宗聯合高野中学林と称す。第4学年を置く。
- 1909年 第5学年を置き、5年制確立さる。
- 1916年 私立真言宗高野山中学と改称、大学から分離独立する。
- 1919年 在家（檀信徒）の子弟の入学を許可する。
- 1923年 谷上の校舎竣成す。興山寺跡にあった旧校舎から移転する。
- 1924年 高野山中学と改称する。
- 1936年 講堂竣成
- 1937年 創立50周年記念祭挙行。校門、武道場建設さる。
- 1948年 学制改革により、高野山高等学校と改称する。修業年限3年、男女共学となる。
- 1951年 創立記念日を期して、現在の校章を制定する。高野山中学の伝統をいかし、三宝鳥の羽に「中」とあったものを三宝鳥に「高」とする。
- 1955年 体育館竣成、三笠宮崇仁親王の出席を得て開館式を挙行する。
- 1956年 創立70周年記念式典挙行。恩師の碑、和泉猪之吉先生胸像建立さる。
- 1966年 第38回全国高等学校選抜野球大会に出場。第38回選抜高等学校野球大会に初出場。土佐高校に0-4で1回戦敗退。
- 1968年 寄宿舎竣成
- 1969年 柔道場竣成
- 1982年 韓国東国大学校師範大学附属高等学校と姉妹結縁。
- 1984年 韓国東国大学校師範大学附属中学校と姉妹結縁。
- 1986年 新体育館竣工。創立100周年記念式典挙行
- 1988年 第70回全国高校野球選手権記念大会に出場。第70回全国高等学校野球選手権大会に初出場。堀越高校（西東京）に1-4で1回戦敗退。
- 1990年 第二体育館竣工
- 1994年 宗教科（男女共学）新設
- 1996年 多目的グラウンド落成
- 1999年 普通科に海外留学コース新設
- 2001年 宗教科（男女共学）が文部科学省より認可される。
- 2002年 普通科に総合コース（総合学力・国際福祉）、スポーツWコースをもうける。
- 2004年 普通科に京都大学文系特別進学コースを新設する。
- 2006年 創立120周年記念式典挙行。
- 2009年 京都大学文系特別進学コースを京都大学特進コースに改称。
- 2010年 全普通科を特別進学、自己探求、介護福祉士養成、スポーツの4コースに編成。
- 2012年 普通科を特別進学、自己探求、スポーツの3コースに編成。
- 2015年 高野山開創1200周年をむかえる。9月、広域通信制課程マイウェイコースを新設する。
- 2017年 寄宿舎の改装が行われる。
- 2019年 女子ハンドボール部、第42回全国高等学校ハンドボール選抜大会に初出場。
- 2021年 飛泉寮竣成。
- 2022年 陸上部創部。

## 校訓
『身のこなし美しく、口にいつもありがとう、意に思いやりの優しさあり』 - 仏教における身口意の重要さをわかりやすく説法した言葉となっている。

## 学科

### 宗教科
- 専攻科として宗教科を持っている。なお、類似したものとして、身延山高等学校では僧侶を目指す生徒のために普通科内に「仏教コース」が設けられていたり、比叡山高等学校では僧侶を目指す生徒のために、別枠で宗教の単位を取得させ、寮生活が行われる「宗内生」という制度が設けられているが、高野山高校の宗教科は高等学校課程では日本で唯一の宗教専攻学科である。
- 卒業すれば准教師の資格を得られる。なお僧侶の資格（僧階）の取得は出来ないものの、高野山大学や高野山専修学院などに進学すれば僧階を取得できる。
- 宗教科の在籍中に得度、理趣経加行、護身法加行を終わらせるほか、希望があれば夏休み期間中などに四度加行を受ける事ができる。これにより高校在学中に真言宗の僧侶の資格を取得する事が可能である。
- 宗教科は他のコースに比して行事も多い。四国遍路実習（1番から12番までを徒歩で巡礼）や水行、各法会などが行われる。修学旅行ではハワイに行き、ハワイの高野山真言宗の寺院にて国際交流が行われたり、えひめ丸事故にてなくなった人々の慰霊を行う。

### 普通科
- 普通科には「特別進学」「自己探求」「スポーツ」「吹奏楽」の4コースがあり、生徒一人一人が自分の好きなことや得意分野をより伸ばせる環境となっている。
- 特別進学コースは2004年に当時の学校長であった添田隆昭（現・高野山真言宗宗務総長・京都大学文学部卒）の肝いりで、自らのおじである土生川正道宗務総長（当時）のバックアップもあり、「京都大学文系特別進学コース」として設立され、「特別進学」「学校内予備校」を導入した。

### 広域通信制課程マイウェイコース
2015年9月から広域通信制課程マイウェイコースが開設された。同コースは、高野山東京別院に東京校を置き、高野山大学 大阪サテライトキャンパスに大阪校を置き、各個人塾がサポート校として協力しており、芸能・美容・ペット等の専門学校とも提携していることが特色である 。

## 学校行事
- 毎朝講堂で朝礼が行われ、般若心経を読経し、大日如来・不動明王・愛染明王の真言、大師宝号、明神号、校訓を唱え、校長の講話を聞く(新型コロナの流行に際しては各教室で行われた)。
- 宗教学校のため、宗教行事も多く、毎月、弘法大師（空海）の命日にあたる21日には廟参（奥の院参拝）が行われる。廟参では、大師教会で専修学院生などとともに法話を聞く（僧侶ではなく、著名人の場合もある。夜回り先生こと水谷修などが講演したこともある）。その後、法衣に身を包んだ宗教科の生徒、制服に輪袈裟を付けた普通科の生徒たちが列をなして、奥の院に参拝し、奥の院燈籠堂前で、宗教科は理趣経、普通科は般若心経を7巻唱える。
- 入学した生徒は大師教会で受戒を受け、金剛峯寺を参拝する。
- 5月には壇上伽藍金堂において、音楽法会があり、生徒個人の目標を奉納のほか宗教科生によりご詠歌や宗教舞踊の奉納を行う。
- 弘法大師 空海の誕生日である6月15日には青葉祭があり宗祖弘法大師空海の生誕を祝い、街中で「新大師音頭」を踊ったり、その前夜祭では生徒有志でつくられたねぶたを引いて街を練り歩く。また、宗教科生は大師教会で高野山の年中行事である宗祖降誕会に参加する。
- 秋には文化祭（南嶺祭）が行われ、弁論大会や講演会、各クラスによる出店が行われる。
- 10月中旬、丹生都比売と狩場明神を祀る明神社の大祭においては、神輿をかつぐ。
- 12月ごろには追悼法会があり、校長を導師として宗教科生による中曲理趣三昧法会を厳修し、高校の出身者・教職員・関係者で亡くなった人々を追悼している。
- 毎年2月9日に宗教科生が奥之院燈篭堂でえひめ丸事故物故者慰霊法会をしている。
- 寒行托鉢は宗教科生が本山や高野山専修学院生と共に行う。行き先は高野山周辺だが班によって別れる。また花坂の地域は高野山高校生のみで行われる。
- 釈尊が入滅した2月14日、15日（常楽会）には金剛峯寺前で般若心経・釈尊の真言を唱えて、釈尊をしのぶ。また、常楽会の最後の座である舎利講は宗教科生も参列する。
- 毎年3月第1日曜日に行われる「高野の火祭り」では、宗教科生有志メンバーで柴灯護摩の助法をしている。

## 部活動
- 野球部：過去に夏の甲子園大会（1988年〈第70回〉）と春の甲子園大会（1966年〈第38回〉）にそれぞれ1回ずつ出場したことがある。校庭には甲子園出場を記念する石碑が建立されている。
- 空手道部（白蓮会館）
- サッカー部
- 女子ハンドボール部：インターハイ（2019年・2021年）、全国選抜大会（2019年・2021年）出場。2020年も出場を決めていたが、新型コロナのために大会中止となっている。
- バスケ部
- 陸上部
- 宗教行道部
- 弁論部：全国大会に複数回出場している。第45回全国高等学校総合文化祭（弁論の部）の主催高校。
- 文芸部
- 書道部
- インターアクトクラブ
- 軽音楽部

## 備考
- 校長職は僧侶が務めることが慣例となっている。
- 2013年度から、作家であり高野山真言宗僧侶でもある、家田荘子を特任講師として招聘し、年に数回程度講義が行われている [4]。

## アクセス
- 南海電鉄鋼索線高野山駅下車
  - 南海りんかんバス（奥の院前行き・奥の院口行き）「千手院橋」下車、徒歩約20分
  - 南海りんかんバス 31系統 大門南駐車場行き「愛宕前」下車、徒歩約10分 /32系統 大門南駐車場行き 「高野山高校前」下車、徒歩約5分（高野山高校前を経由する32系統は1日に1本しかない）。

## 系列校
- 高野山こども園
- 高野山大学

## 著名な出身者
- 天野こうゆう（僧侶）
- 後藤太栄（元高野町長・僧侶）
- バカボン鈴木（パール兄弟ベーシスト）
- 山田真実（元プロ野球選手）
- 尾田剛樹（プロ野球選手）
- 蝉丸P　(僧侶)